# Anton Genahl
Anton „Toni“ Genahl (* 5. August 1927 in Putinci, Vojvodina, Königreich der Serben, Kroaten und Slowenen; † 20. November 1994 in Stockerau, Österreich) war ein österreichischer Boxer. Sein älterer Bruder Fabian (1924–1978) war ebenfalls Boxer.

## Leben und Wirken
Anton Genahl wurde am 5. August 1927 als Sohn des Landwirts Anton Genahl (1906–1967) und dessen Ehefrau Eva (geborene Junger; 1906–1994) im Donauschwabendorf Putinci in der Vojvodina geboren und am 7. August 1924 in der hiesigen Kirche auf den Namen Anton getauft. Wann genau die Familie nach Österreich gekommen war, ist nicht näher bekannt; sein älterer Bruder Fabian kam bereits in Putinci zur Welt; ebenso sein jüngerer Bruder Pankratz (1930–2011). Seine Firmung erfolgte am 17. Mai 1938. Unter seinem älteren Bruder Fabian machte Anton Genahl beim BC Floridsdorf seine ersten Boxversuche. Zusammen mit seinem Bruder gründete er 1944 den BC Korneuburg, dem er einige Zeit angehörte, dem er selbst bis 1948 angehörte. Danach übersiedelte er nach Stockerau, wo der Maschinenschlosser bis zur Beendigung seiner aktiven Laufbahn im Jahre 1949 beim von ihm und seinem Bruder gegründeten BC Stockerau aktiv war. Bereits als Amateurboxer war Toni Genahl sehr erfolgreich und wurde unter anderem Jugendmeister im Leicht- und Halbschwergewicht. In den Jahren 1946, 1947, 1948 und 1949 wurde er wieder Niederösterreichischer Meister und belegte etwa bei den Österreichischen Staatsmeisterschaften der Amateurboxer in Wien 1947 den dritten Platz, wofür er eine Bronzemedaille gewann. Laut dem Niederösterreichischen Sportlexikon gewann er diese bereits ein Jahr zuvor bei den Staatsmeisterschaften in der Gewichtsklasse Weltergewicht. 1947 gewann er ebenfalls in Wien ein Weltergewichtsturnier, das vom ehemaligen Schwergewichtseuropameister Heinz Lazek veranstaltet wurde. Im Laufe seiner Karriere soll Genahl rund 125 Boxkämpfe absolviert haben, von denen er 97 gewann, 16 verlor und weitere zwölf ohne Sieger endeten.
Nach seinem recht frühen Karriereende legte Genahl die Prüfung zum Kampfrichter und wurde ab 1950 ein anerkannter und beliebter Kampfrichter im Österreichischen Amateurboxverband. In den Jahren 1952 bis 1966 trat er als Kampfrichterobmann des Niederösterreichischen Amateurboxverbandes in Erscheinung und trat 1966 die Nachfolge seines Brudes als Präsident des Niederösterreichischen Boxverbandes an. Zudem war er von 1966 bis 1968 Vizepräsident des Österreichischen Amateurboxverbandes. 1970 wurde er internationaler Ringrichter des Amateurboxverband, führte dieses Amt bis 1980 aus und wurde während dieser Zeit unter anderem zu den Europameisterschaften der Junioren 1970 in Miskolc in Ungarn und zu den Boxeuropameisterschaften 1971 in Madrid in Spanien entsandt. 1978 erfolgte die Entsendung als Delegationsleiter der Boxmannschaft zur Weltmeisterschaft der Amateurboxer nach Belgrad, Serbien, und im selben Jahr auch zur Europameisterschaft nach Italien.
Im Laufe seiner Karriere wurde Genahl vielfach geehrt. So war das Ehrenmitglied des Österreichischen Amateurboxverbandes (1970) etwa Träger des Ehrenzeichens des NÖABV, Träger des Goldenen Ehrenzeichen für Verdienste um die Republik Österreich, Träger des Sportehrenzeichens der Niederösterreichischen Landesregierung in Gold, Träger des Goldenen Ehrenzeichens des österreichischen Pensionistenverbands, Träger des Ehrenzeichens des österreichischen Amateurboxverbandes in Silber und Gold sowie Träger des Ehrenzeichens des niederösterreichischen Boxverbandes in Silber und Gold. Daneben erhielt Toni Genahl noch zahlreiche weitere Würdigungen und Ehrungen für seine Verdienste.
Toni Genahl war mit Hedwig (geborene Mondl) verheiratet und hatte mit dieser einen Sohn (Peter; 1948–ca. 2009). Am 20. November 1994 starb Genahl 67-jährig in Stockerau, wo er auch auf dem örtlichen Friedhof beerdigt wurde.